# Armoriale dei comuni della provincia di Rieti
Questa pagina contiene le armi (stemmi e blasonature) dei comuni della provincia di Rieti.
| Stemma                               | Comune e blasonatura | Gonfalone e/o bandiera |
| ------------------------------------ | --- | ---------------------- |
|                                      | Accumoli Di azzurro, al giglio d'oro, accompagnato in punta da cinque colli all'italiana, di verde, uniti, fondati in punta, il colle centrale più alto e più largo, i colli laterali digradanti verso i fianchi, e in capo dal rastrello di cinque denti, d'oro, sormontato dalla corona ducale dello stesso. Ornamenti esteriori da Comune. D.P.R. dell'8 giugno 1992 Gonfalone: drappo partito di giallo e di verde… |                        |
|                                      | Amatrice Croce in campo rosso sovrastata da un rastrello con tre gigli in campo azzurro. Gonfalone: drappo partito di rosso e di azzurro… |                        |
|                                      | Antrodoco Una torre merlata a tre gironi, con sulla cima un uccello, dinanzi alla quale scorre un fiume. Ai quattro angoli dello stemma sono riportate le iniziali S.A.N.A. Gonfalone: Drappo partito di azzurro e di rosso… con ornamenti dello stemma da città (DPR 11 luglio 2006) |                        |
|                                      | Ascrea D'azzurro, al castello, d'argento, merlato alla guelfa, aperto del campo, torricellato di uno, finestrato di nero, fondato sulla campagna di verde. Ornamenti esteriori da Comune. D.C.G. 20 novembre 1937 Gonfalone: drappo troncato di porpora e di azzurro… D.P.R. del 22 dicembre 1949 |                        |
|                                      | Belmonte in Sabina D'azzurro, al castello di rosso, mattonato di nero, chiuso dello stesso, finestrato di due finestrelle nere tonde, di nero, poste in fascia, munito di tre torri, merlate alla guelfa di quattro, finestrate di nero, la torre centrale più alta e più larga, esso castello sostenuto dal monte all'italiana di sei colli, fondato in punta, di verde, il colle mediano posto a sinistra sinistrato dalla mezzaluna montante, d'oro. Ornamenti esteriori da Comune. Gonfalone: Drappo partito di rosso e di verde, riccamente ornato di ricami d'argento e caricato dello stemma con la iscrizione centrata in argento, recante la denominazione del comune. |                        |
|                                      | Borbona D'azzurro, ai tre colli all'italiana, fondati in punta, uniti, d'oro, il colle centrale, più alto, sostenente la croce latina, d'argento accompagnata sotto la traversa orizzontale da due stelle di sei raggi, la stella posta a destra d'oro, l'altra posta a sinistra d'argento. Ornamenti esteriori da Comune. Gonfalone: Drappo di bianco riccamente ornato di ricami d'argento e caricato dello stemma sopradescritto con la iscrizione centrata in argento, recante la denominazione del comune. Le parti di metallo ed i cordoni saranno argentati. L'asta verticale sarà ricoperta di velluto bianco con bollette argentate poste a spirale. Nella freccia sarà rappresentato lo stemma del Comune e sul gambo inciso il nome. Cravatta con nastri tricolorati dai colori nazionali frangiati d'argento. D.P.R. del 28 marzo 1989 |                        |
|                                      | Borgo Velino Stemma sul quale campeggia il profilo stilizzato di tre colli e figura il giglio fiorentino: il tutto contornato da un nastro drappeggiato con la scritta "Insignia Fidelis Burghetti". Gonfalone: Drappo di rosso e verde, diagonalmente divisi |                        |
|                                      | Borgorose In alto, posta al centro vi è una corona firmata, nella parte superiore, di merli orlati, nel mezzo di archi e nella parte inferiore di mattoncini con al centro una monofora di color nero. Sotto di essa scudo con bordi dorati con all'interno una torre dorata a mattoncini, che, nella parte superiore presenta orizzontalmente quattro monofore di color nero e nella parte inferiore, verticalmente altre quattro monofore sempre di color nero. Sullo sfondo dello scudo vi sono:alla base della torre un triangolo dorato e tre bande oblique, di color rosso nella parte inferiore a sinistra, di color bianco al centro e di color azzurro in alto a destra. Sotto lo scudo vi sono due rami messi a semicerchi: uno di alloro che gira a sinistra e l'altro di quercia che gira a destra, tenuti insieme da un nastro tricolore. Gonfalone: drappo partito di rosso e di azzurro…                                                           |                        |
|                                      | Cantalice Scudo coronato con torre di oro in campo azzurro, ai cui lati è il leone rampante e l'elce ramoso, al di sopra l'aquila spiegante il volo e sotto il motto "FORTIS CANTALICA FIDES". D.P.R. del 26 marzo 1984 Gonfalone: drappo di giallo… |                        |
|                                      | Cantalupo in Sabina Gonfalone: drappo partito di rosso e di azzurro… |                        |
|                                      | Casaprota |                        |
|                                      | Casperia Uno scudo con aspide su tre colli e stella sormontato da corona con la scritta S.P.Q.S. circoscritto da due palme di olivo. |                        |
|                                      | Castel di Tora Gonfalone: drappo di bianco… |                        |
|                                      | Castel Sant'Angelo D'azzurro, alla torre d'argento, murata di nero, aperta del campo, merlata alla guelfa di nove, fondata in punta; al capo di rosso, caricato dall'angelo volante vestito con la tunica d'argento, con le ali di bianco al naturale e con la chioma castana dello stesso, con la corporatura a sinistra posta in banda abbassata, tenente con la mano destra la bilancia di due coppe d'argento. Gonfalone: Partito di rosso e di azzurro… |                        |
|                                      | Castelnuovo di Farfa Di rosso, al castello d'oro, merlato di nove alla ghibellina, munito di tre torri, la centrale più eminente, merlate di tre alla ghibellina, finestrate di sei d'azzurro, tre finestre nelle torri e tre nella parte inferiore del castello, chiuso dello stesso, murato di nero e fondato sulla pianura d'argento. Ornamenti esteriori da Comune. D.P.C.M. del 24 ottobre 1984 Gonfalone: Drappo di azzurro… |                        |
|                                      | Cittaducale Gonfalone: drappo di azzurro… |                        |
|                                      | Cittareale Di azzurro, all'aquila di nero, con il volo abbassato, linguata e allumata di rosso, caricata sul petto dalla stella di sei raggi d'oro, coronata con corona all'antica di cinque punte visibili, d'oro, afferrante con gli artigli due frecce d'oro, uscenti dalla coda, la freccia posta a destra in banda abbassata, la freccia posta a sinistra in sbarra abbassata. Ornamenti esteriori da Comune. D.P.R. del 10 luglio 2000 Gonfalone: Drappo di rosso riccamente ornato di ricami d'argento e caricato dallo stemma comunale con l'iscrizione centrata in argento, recante la denominazione del Comune. Le parti di metallo ed i cordoni saranno argentati. L'asta verticale sarà ricoperta di velluto rosso con bullette argentate poste a spirale. Nella freccia sarà rappresentato lo stemma del Comune e sul gambo inciso il nome. Cravatta con nastri ricolorati dai colori nazionali frangiati d'argento. D.P.R. del 10 luglio 2000       |                        |
|                                      | Collalto Sabino |                        |
|                                      | Colle di Tora |                        |
|                                      | Collegiove |                        |
|                                      | Collevecchio Gonfalone: drappo partito di bianco e di verde… |                        |
|                                      | Colli sul Velino Gonfalone: Drappo partito di rosso e di verde… |                        |
|                                      | Concerviano D.P.R. del 3 febbraio 1998 Gonfalone: drappo di giallo… |                        |
|                                      | Configni D'azzurro, alla torre d'argento merlata di quattro alla guelfa, aperta del campo e cimata da una fiamma di rosso e con il motto in lettere maiuscole d'argento su nastro svolazzante di azzurro Luceat ut Procul. Ornamenti esteriori da Comune. D.P.R. del 31 dicembre 1975, registrato alla Corte dei Conti e trascritto nel Registro Araldico dell'Archivio Centrale dello Stato l'8 marzo 1976 Gonfalone: drappo di bianco… |                        |
|                                      | Contigliano Di verde, al monte all'italiana di cinque colli, due, tre, fondato in punta, d'argento, accompagnato in capo dalla rosa, dello stesso. Ornamenti esteriori da Comune. D.P.C.M. n. 6209 del 27 luglio 1987 Gonfalone: Drappo di bianco… |                        |
|                                      | Cottanello Gonfalone: Drappo partito di rosso e di verde… |                        |
|                                      | Fara in Sabina D'azzurro, a tre fruste d'olivo fogliate di verde, poste sopra un monte d'oro di sei cime. D.C.G. del 7 novembre 1941 |                        |
|                                      | Fiamignano D.P.R. 4 giugno 1979 Gonfalone: drappo troncato di azzurro e di rosso… |                        |
|                                      | Forano |                        |
|                                      | Frasso Sabino |                        |
|                                      | Greccio |                        |
|                                      | Labro Di azzurro, alla quercia di verde, munita di quattro rami, due e due, curvati e decussati, quelli minori, centrali, intersecanti i maggiori, essa quercia fruttata di oro, fustata al naturale, nodrita nella pianura di verde, con parte delle radici apparente, attraversante il cinghiale di nero, armato d'argento, fermo sulla pianura. Ornamenti esteriori da Comune. D.P.R. del 22 febbraio 1990 |                        |
|                                      | Leonessa |                        |
|                                      | Longone Sabino Gonfalone: drappo partito di giallo e di azzurro… |                        |
|                                      | Magliano Sabina Gonfalone: drappo di rosso… |                        |
|                                      | Marcetelli Gonfalone: drappo di rosso… |                        |
|                                      | Micigliano Di azzurro, alle sei spighe di grano, d'oro, poste a ventaglio, nodrite nella sommità della bassa collina, di verde, fondata in punta, esse spighe accompagnate dalla mezzaluna montante d'oro, posto nell'angolo destro del capo, e dalla stella di sei raggi, dello stesso, posta nell'angolo sinistro del capo. Ornamenti esteriori da Comune. D.P.R. dell'8 aprile 1999, registrato nei registri dell'Ufficio Araldico l'11 maggio 1999 Rep. n. 58 Gonfalone: drappo di giallo al bordo di azzurro… |                        |
|                                      | Mompeo Gonfalone: drappo partito di bianco e di rosso… |                        |
|                                      | Montasola Gonfalone: drappo partito di azzurro e di bianco… |                        |
|                                      | Monte San Giovanni in Sabina D.P.R. del 18 marzo 1971 Gonfalone: drappo partito di bianco e di azzurro… |                        |
|                                      | Montebuono |                        |
|                                      | Monteleone Sabino |                        |
|                                      | Montenero Sabino |                        |
|                                      | Montopoli di Sabina Gonfalone: drappo di giallo bordato di azzurro… |                        |
|                                      | Morro Reatino D'oro, all'albero di moro nero, con la chioma di verde e il tronco al naturale, nodrito in punta, fruttato di dodici more di nero, undici caricanti la chioma, una superiore attraversante sull'oro e sulla chioma, essa chioma cimata dalla colomba d'argento in atto di beccare la mora attraversante. Ornamenti esteriori da Comune. Gonfalone: Drappo di bianco, riccamente ornato di ricami d'argento e caricato dallo stemma comunale con la iscrizione centrata in argento, recante la denominazione del Comune. Le parti di metallo ed i cordoni sono argentati. L'asta verticale è ricoperta di velluto bianco con bullette argentate poste a spirale. Nella freccia è rappresentato lo stemma del Comune e sul gambo inciso il nome. Cravatta con nastri colorati dei colori nazionali frangiati di argento. |                        |
|                                      | Nespolo |                        |
|                                      | Orvinio Gonfalone: Drappo partito di bianco e di verde… |                        |
|                                      | Paganico Sabino D'azzurro, alla torre di due palchi di rosso, mattonata di nero, chiusa dello stesso, il primo palco privo di merli, il palco superiore merlato alla guelfa di quattro e finestrato con finestra rotonda, di nero, essa torre fondata sulla pianura di verde e accompagnata sui fianchi da due chiavi d'argento, poste in palo, con le impugnature a quadrifoglio e con gli ingegni all'ingiù posti esternamente, dette chiavi appese a due catenelle, di nero, agganciate alla parte inferiore dei merli laterali, parzialmente pensili. Ornamenti esteriori da Comune. D.P.R. del 7 agosto 1990 Gonfalone: drappo di bianco… |                        |
|                                      | Pescorocchiano |                        |
|                                      | Petrella Salto D'argento, alla torre di due palchi, di rosso, mattonata di nero, ogni palco merlato di cinque alla ghibellina, finestrata di due nel palco superiore, poste in fascia, di nero, chiusa dello stesso, fondata sulla collina trapezoidale, di verde, con rocce di argento, fondata in punta, essa torre accompagnata da quattro stelle di sei raggi, di azzurro, due per parte, ordinate in palo, le più alte poste all'altezza della merlatura del palco superiore, le altre all'altezza della merlatura del palco inferiore. Ornamenti esteriori da Comune. Gonfalone: Drappo partito di bianco e di rosso… |                        |
|                                      | Poggio Bustone Gonfalone: drappo di azzurro… |                        |
|                                      | Poggio Catino D'oro, alla torre di due palchi d'azzurro, merlata alla guelfa, il primo palco di cinque, il secondo palco di tre, aperta del campo, accompagnata da due rose di rosso, poste a destra e a sinistra della parte più alta della torre. Ornamenti esteriori da Comune. DPR del 18 settembre 1984 Gonfalone: drappo partito di azzurro e di rosso, riccamente ornato da ricami d'argento e caricato dello stemma sopra descritto con la iscrizione centrata in argento: Comune di Poggio Catino. Le parti di metallo ed i cordoni saranno argentati. L'asta verticale sarà ricoperta di velluto dei colori del drappo, alternati con bullette argentate poste a spirale. Nella freccia sarà ripresentato lo stemma del Comune e sul gambo inciso il nome. Cravatta con nastri tricolorati dei colori nazionali frangiati d'argento. |                        |
| Stemma in uso sul gonfalone          | Poggio Mirteto D'argento, alla torre di rosso, merlata di cinque alla guelfa, posta sul monte all’italiana (1, 2) posto in punta, essa torre circondata dal serto di verde nascente dal monte centrale. Gonfalone: drappo partito di bianco e di rosso… |                        |
|                                      | Poggio Moiano D'azzurro, al torrione di rosso, mattonato di nero, merlato alla ghibellina, munito di torre centrale, merlata di tre, finestrata con finestrella tonda, merlata di nero, il fastigio del torrione merlato di due,uno e uno, esso torrione chiuso di nero, finestrato con due finestrelle tonde, di nero, il fastigio del torrione merlato di due, uno e uno, esso torrione chiuso di nero, finestrato con due finestrelle tonde, poste in fascia, dello stesso sostenuto dalla campagna troncata di argento e di rosso, caricata dal monte all'italiana di tre colli, di verde, fondato in punta. D.P.R. dell'11 giugno 1997 Gonfalone: drappo bianco bordato di azzurro… |                        |
|                                      | Poggio Nativo Gonfalone: Drappo di bianco… |                        |
|                                      | Poggio San Lorenzo |                        |
|                                      | Posta |                        |
|                                      | Pozzaglia Sabina |                        |
|                                      | Rieti Spaccato: nel primo di rosso, al cavaliere armato d'argento nell'atto di ricevere lo stendardo, fustato d'oro, svolazzante a destra, dalle mani di una donna rivoltata d'argento, coronata all'antica d'oro; nel secondo d'azzurro a tre pesci natanti d'argento, posti 2 a 1, in una rete attraversante sul tutto pure d'argento. DCG del 28 luglio 1942 Gonfalone: Drappo troncato d'azzurro e di rosso, riccamente ornato di ricami d'oro e caricato dallo stemma della Città con l'iscrizione centrata in oro recante la denominazione della Città. Le parti di metallo ed i cordoni sono dorati. L'asta verticale è ricoperta di velluto dei colori del drappo, alternati, con bullette dorate poste a spirale. Nella freccia è rappresentato lo stemma della Città e sul gambo inciso il nome. Cravatta con nastri ricolorati dai colori nazionali frangiati d'oro. D.P.R. del 21 marzo 1997                                                          |                        |
| Stemma aulico precedentemente in uso | Rivodutri |                        |
|                                      | Rocca Sinibalda |                        |
|                                      | Roccantica Gonfalone: Drappo di giallo con la bordatura di rosso… |                        |
|                                      | Salisano Tre torri di cui quella centrale è la più alta, poggianti su un torrione e sovrastate da una corona merlata. |                        |
|                                      | Scandriglia Gonfalone: Drappo di bianco alla bordatura di rosso… |                        |
|                                      | Selci Di rosso, alla torre di due palchi, d'argento, murata di nero, merlata alla guelfa, il palco superiore di tre, quello inferiore di cinque, il palco superiore caricato della rosa di rosso, il palco inferiore chiuso di nero e finestrato con finestrella tonda, dello stesso, essa torre fondata sulla pianura diminuita di verde. Ornamenti esteriori da Comune. D.P.R. del 24 aprile 1997 Gonfalone: Drappo di bianco, riccamente ornato di ricami d'argento e caricato dello stemma sopra descritto con la iscrizione centrata in argento, recante la denominazione del Comune. Le parti in metallo ed i cordoni saranno argentati. L'asta verticale sarà ricoperta di velluto bianco, con bullette argentate poste a spirale. Nella freccia sarà rappresentato lo stemma del comune e sul gambo inciso il nome. Cravatta con i nastri tricolorati dai colori nazionali frangiati d'argento.                                                           |                        |
|                                      | Stimigliano Gonfalone: Drappo di rosso… |                        |
|                                      | Tarano San Giorgio a cavallo che trafigge il drago, sullo sfondo il centro storico di Tarano e le colline circostanti. |                        |
|                                      | Toffia |                        |
|                                      | Torri in Sabina |                        |
|                                      | Torricella in Sabina D'azzurro, alla torre di due palchi, di rosso, mattonata di nero, chiuso dello stesso, finestrato di due finestrelle tonde, di nero, poste in fascia, munito di tre torri, merlata alla ghibellina, il palco superiore di quattro, quello inferiore di cinque, ogni palco finestrato di due in fascia di nero, essa torre chiusa di nero fondata sulla pianura verde. Ornamenti esteriori da Comune. Gonfalone: Drappo rettangolare ricadente di colore verde, riccamente ornato di ricami d'argento e caricato dallo stemma comunale con la iscrizione centrale in argento, recante la denominazione del comune. Le parti di metallo ed i cordoni saranno argentati. L'asta verticale sarà ricoperta di velluto dei colori del drappo, alternati, con bullette argentate poste a spirale. Nella freccia sarà rappresentato lo stemma del Comune e sul gambo inciso il nome. Cravatta e nastri dai tre colori nazionali frangiati d'argento. |                        |
|                                      | Turania D.P.R. n. 1477 dell'11 marzo 1991 |                        |
|                                      | Vacone Gonfalone: drappo di azzurro… |                        |
|                                      | Varco Sabino |                        |